# Jeff Clayton

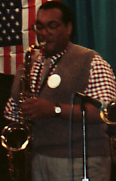
Jeff Clayton in 1989

Jeffery Clayton (Venice, 16 februari 1955 – 17 december 2020) was een Amerikaanse saxofonist (altsaxofoon en tenorsaxofoon) en fluitist, die actief was in de jazz en popmuziek.
Clayton begon op de klarinet en stapte, toen hij veertien was, over op de saxofoon. Hij studeerde hobo aan California State University. Hij toerde met Stevie Wonder en nam onder meer op met Michael Jackson, Madonna, Patti LaBelle, Earth, Wind & Fire, Justin Timberlake en Kenny Rogers. Met zijn broer de basgitarist John Clayton richtte hij in 1977 de jazzgroep The Clayton Brothers op en met John en drummer Jeff Hamilton in 1985 de bigband Clayton-Hamilton Jazz Orchestra. Hij was enige tijd lid van de Count Basie Orchestra onder de leiding van Thad Jones en werkte onder meer met Frank Sinatra, Ella Fitzgerald, Woody Herman, Lionel Hampton en Lena Horne. Clayton speelde mee bij plaatopnames van Kenny Burrell en Diana Krall en toerde met bijvoorbeeld Joe Cocker, B.B. King en Ray Charles.

## Discografie (selectie)
The Clayton Brothers:
- It's All in the Family, Concord, 1980
- The Music, Capri, 1991
- Expressions, Warner Brothers, 1997
- Siblingity, Qwest/Warner Brothers, 2000
- Back in the Swing of Things, Hyena Records, 2005
- Brother to Brother, Artistshare, 2008

Clayton-Hamilton Jazz Orchestra:
- Groove Shop, Capri, 1990
- Heart and Soul, Capri, 1991
- Absolutely!, Lake Street Records, 1995
- Live at MCG, MCG, 2005